# Félix Esquirou de Parieu

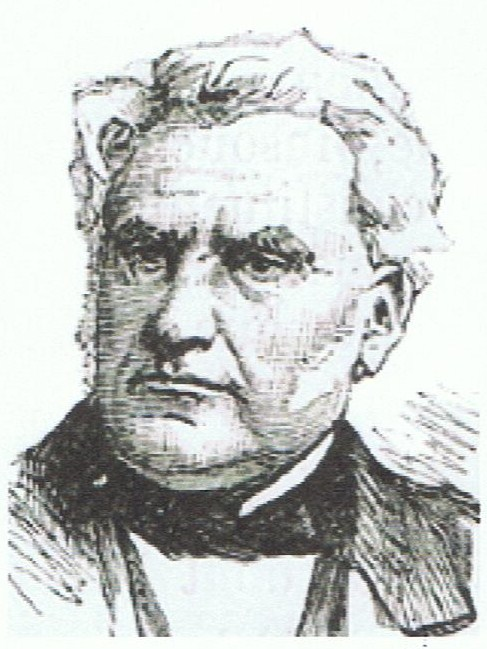
Félix Esquirou de Parieu

Félix Marie Louis Pierre Esquirou de Parieu (* 15. April 1815 in Aurillac; † 8. April 1893 in Paris) war ein französischer Politiker und Ökonom.

## Politisches Leben
Er war Jurist und wurde 1841 Advokat am Appellationsgericht in Riom. Das Département Cantal vertrat er 1848 in der Nationalversammlung. Er war als Bonapartist Unterstützer von Charles-Louis-Napoléon Bonaparte, dem späteren Napoleon III. bei dessen Bestreben die zweite französische Republik zu dominieren.
Er war Minister für Bildung zwischen 1849 und 1851. Nach dem Staatsstreich vom 2. Dezember 1851 ernannte ihn Napoleon zum Mitglied der konsultativen Kommission. Er wurde Vorsitzender der Kommission für Inneres, Justiz und Unterricht. Zu Beginn des Jahres 1852 wurde er zum Staatsrat und Präsidenten des Departements der Finanzen ernannt. Kurze Zeit später wurde er Mitglied der Legislativen.
Zwischen 1865 und 1870 war er Vizepräsident des Staatsrates und im Jahr 1870 war er dessen Oberhaupt. Zwischen 1876 und 1885 war er Senator.

## Ökonom
Darüber hinaus trat er als wirtschaftswissenschaftlicher Autor hervor. Er galt als Spezialist für das Steuerwesen. Er sprach sich seit 1857 für den Goldstandard und eine engere internationale Zusammenarbeit im Geldwesen aus. Er gilt durch seine Bemühungen um eine einheitliche europäische Währung, als einer der Vordenker des Europäischen Währungsraumes und damit auch der Europäischen Union. Seine Ideen wurden jedoch nur in Form der lateinischen Münzunion verwirklicht.